# Асиміляційна ємність
Асиміляційна ємність екосистеми ( асиміляційний потенціал) - показник максимальної динамічної кількості токсикантів, яку може бути накопичено за одиницю часу, зруйновано, трансформовано і виведено за межі об'єму  екосистеми без порушення її нормальної діяльності. Величина А.є. залежить від безлічі природних і антропогенних чинників, фізичних і хімічних властивостей речовин, що надходять до екосистеми. Проте вирішальну роль при цьому відіграють біологічні процеси. Напр., при практичній оцінці А.є. океану можна виділити 3 основні процеси: 1) гідродинаміка; 2) мікробіологія, окислення органічних забруднюючих речовин; 3) біоседиментація. Термін запропонував Ю. О. Ізраель.
Цінність асиміляційного потенціалу визначається тією роллю, яку він відіграє в процесі формування витрат і результатів. З одного боку, його наявність дозволяє частково викидати відходи виробництва в довкілля і тим самим економити на витратах по очищенню викидів від забруднювачів. З іншого боку, стійкість екологічних систем до забруднення, здатність переробляти і знешкоджувати відходи запобігає втратам (збиток), які можуть бути викликані погіршенням основних властивостей довкілля. Збережені витрати відвертання забруднення (чи відвернений збиток) визначають основу економічної оцінки асиміляційного потенціалу.